# Lene Lund Høy Karlsen

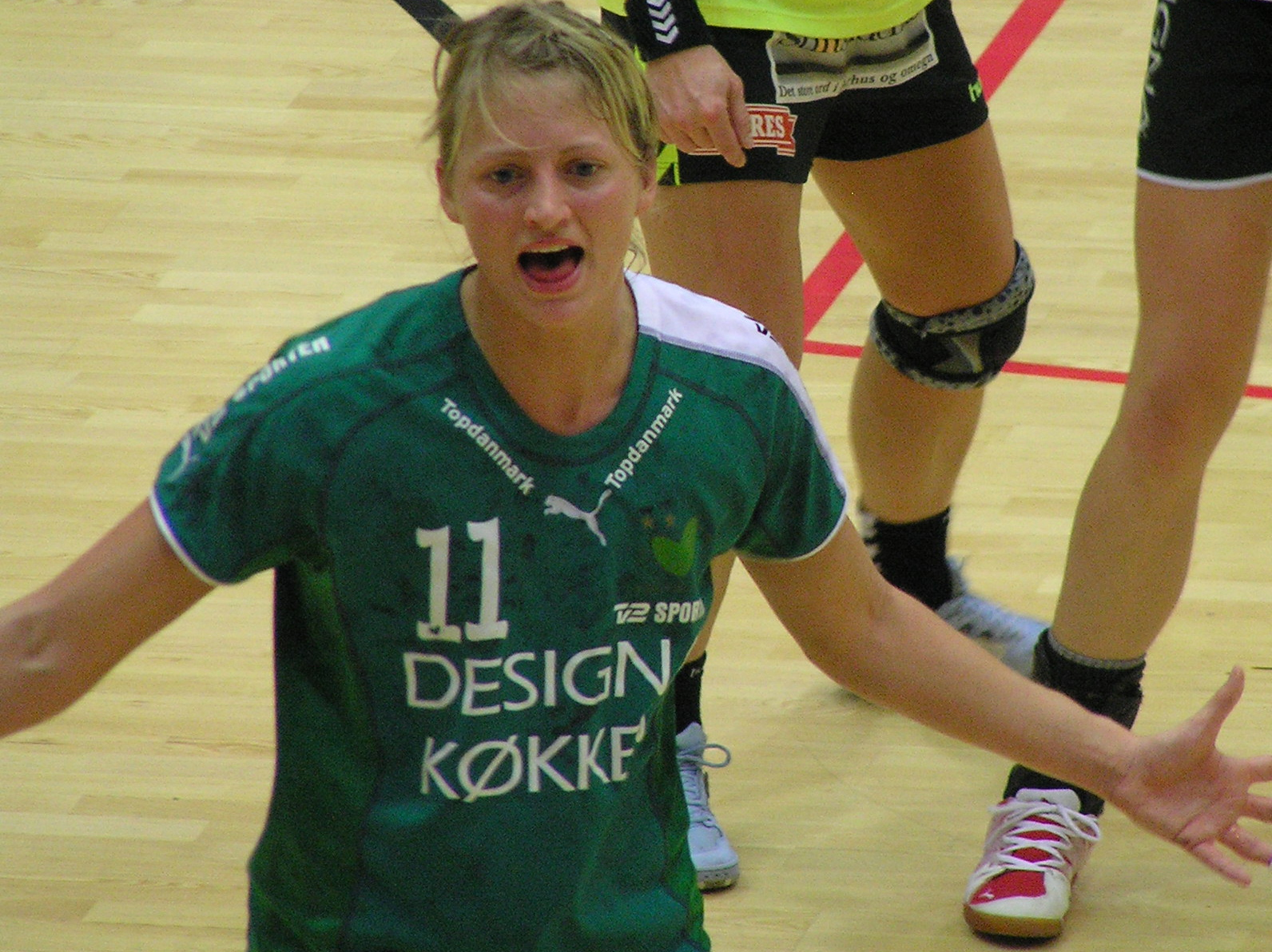
Lene Lund Høy Karlsen

Lene Lund Høy Karlsen (* 8. Juni 1979 in Ørbæk, Dänemark; geborene Lene Lund Nielsen) ist eine ehemalige dänische Handballspielerin.
Lene Lund Høy Karlsen begann das Handballspielen bei GOG. Anschließend spielte die 1,82 m große Kreisläuferin für die Vereine FHK und Odense HK. Später kehrte sie wieder zu GOG zurück, mit dem sie 2003 den dritten Platz in der dänischen Liga einnahm. 2005 wechselte Lene Lund Høy Karlsen zu Viborg HK, mit dem sie in der ersten Saison die dänische Meisterschaft und die Champions League gewann. Im Sommer 2010 lief ihr Vertrag zwar aus, jedoch unterbrach sie schon vorher schwangerschaftsbedingt ihre Karriere.
Zusätzlich gehörte sie der dänischen Nationalmannschaft an, für die sie in 115 Partien 181 Treffer erzielte. Sie gehörte zum Aufgebot ihres nationalen Verbandes bei der Weltmeisterschaft 2009 in China.
Am 20. Juni 2009 heiratete sie Henrik Høy Karlsen in der Gudbjerg kirke.

## Erfolge
- Dänische Meisterin: 2006, 2008, 2009, 2010
- 3. Platz in der dänischen Meisterschaft: 2003
- Dänische Pokalsiegerin: 2006, 2007, 2008
- Gewinn der Champions League: 2006, 2009, 2010